# Tomasi Puapua
Sir Tomasi Puapua GCMG, KBE, PC (* 10. September 1938 auf den Elliceinseln, Kronkolonie Gilbert- und Elliceinseln) ist ein tuvaluischer Politiker. Von 1981 bis 1989 war er Premierminister des Landes, zwischen 1977 und 1998 saß er im tuvaluischen Parlament, dem Fale i Fono. Anschließend war er von 1998 bis 2003 Generalgouverneur und damit geschäftsführendes repräsentatives Staatsoberhaupt des Inselstaates.

## Karriere
Puapua wurde 1938 auf dem damals noch Elliceinseln genannten heutigen Staatsgebiet von Tuvalu in der damaligen britischen Kronkolonie Gilbert- und Elliceinseln geboren. Zunächst in einer lokalen Schule ausgebildet, studierte er danach Medizin an der Fiji School of Medicine in Suva auf Fidschi und später an der University of Otago im neuseeländischen Dunedin. Nach dem Erwerb des Doktortitels arbeitete er danach zunächst als praktizierender Arzt, ging aber Ende der 1970er in die Politik, als der Inselstaat im Zeichen der sich abzeichnenden Unabhängigkeit politisch autonomer wurde. Mit den Parlamentswahlen 1977, den konstituierenden Wahlen des Fale i Fono, gewann Puapua auf der Insel Vaitupu einen der zwei Parlamentssitze. Nach der Wahl wurde er nicht Teil der Regierung des ersten Premierministers Toaripi Lauti, sondern wurde Oppositionsführer, stieg aber zu einem der prominensten und einflussreichsten Politiker des Landes auf.
Als 1981 erneut das Parlament gewählt wurde, hatte Toaripi Lauti an Ansehen verloren und scheiterte mit der Wiederwahl. Stattdessen wurde Puapua zum neuen Premierminister gewählt. Gleichzeitig wurde er Außenminister und Minister für kommunale Regierungen. Vier Jahre später wurde er nach den Parlamentswahlen 1985 im Amt bestätigt. Als Premierminister versuchte er, das als parlamentarische Monarchie aufgebaute Staatssystem hin zu einer Republik umzubauen, ein entsprechendes Referendum 1986 scheiterte aber. Nach den Parlamentswahlen 1989 wurde Puapua abgewählt, sein Nachfolger wurde Bikenibeu Paeniu. Puapuas Regierung hatte zuvor mit der Wahlniederlage zweier Regierungsmitglieder bei den Parlamentswahlen eine Niederlage hinnehmen müssen. Puapua verlieb im Parlament und wurde einer der einflussreichsten Parlamentarier der Opposition. Nach den Parlamentswahlen 1993 kandidierte Puapua gegen Paeniu um das Amt des Premierministers, die parlamentarische Abstimmung endete aber mit einem 6:6-Patt. Ex-Premierminister Toaripi Lauti löste als mittlerweile amtierender Generalgouverneut der Insel das Parlament auf, was zu einer Neuwahl im November 1993 führte. Puapua zog sich davor von einer Kandidatur zurück, zugunsten des Parlamentssprechers Kamuta Latasi, der aus der Neuwahl als neuer Premierminister hervorging. Puapua übernahm anschließend Latasis vorherigen Posten als Parlamentssprecher. 1996 sprach er neben anderen Parlamentariern Latasi das Misstrauen aus; die Abwahl war erfolgreich, an seiner Stelle kehrte Bikenibeu Paeniu ins Amt des Premierministers zurück. Puapua blieb nach wie vor Parlamentssprecher.
Bei den Parlamentswahlen 1998 wurde Puapua erneut ins Parlament gewählt. Wenige Wochen später wurde er von Queen Elisabeth II. zum Generalgouverneur von Tuvalu ernannt und schied damit nach über zwanzig Jahren aus dem tuvaluischen Parlament aus. Als Generalgouverneur war er geschäftsführender Stellvertreter der Queen als repräsentatives Staatsoberhaupt Tuvalus. International plädierte er in diesem Amt für ein stärkeres Bewusstsein für die Folgen des Klimawandels, insbesondere in Hinblick auf die Staaten Ozeaniens wie Tuvalu.
1971 heiratete er Riana Tabokai, die beiden sind die Eltern von vier Kindern.

## Auszeichnungen
- 1982: Mitglied des Privy Council (PC)[6]
- 1998: Knight Commander of the Order of the British Empire (KBE)[7]
- 2002: Knight Grand Cross of the Order of St Michael and St George (GCMG)[8]

In Funafuti existiert zudem ein Tomasi Puapua Convention Center als Veranstaltungsstätte der Hauptstadt Tuvalus.